# Graumantelalbatros

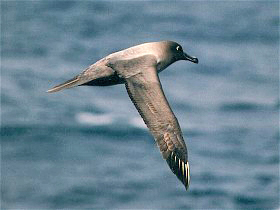
Fliegender Rußalbatros

Der Graumantelalbatros (Phoebetria palpebrata) ist ein Vogel aus der Familie der Albatrosse. Die IUCN stuft die Art wegen der seit langem zurückgehenden Bestände als potentiell gefährdet ein. Zum Rückgang tragen unter anderem Verluste aus der Langleinenfischerei bei.

## Erscheinungsbild
Der Graumantelalbatros erreicht eine Körperlänge von 79 bis 89 Zentimeter und eine Flügelspanne von 183 bis 218 Zentimeter. Während Rücken und Unterseite aschgrau gefärbt sind, ist das Gefieder am Kopf dunkel gräulich-braun und ein weißer Ring umgibt das Auge. Die gräulich-braunen Flügel haben schwärzere Handschwingen und der lange Schwanz ist schwarz. Der ebenfalls schwarze Schnabel hat eine blassblaue Linie.
Jungvögel gleichen den adulten Vögeln, haben aber ein insgesamt brauneres Gefieder und einen weniger auffälligen Augenring.

## Verbreitungsgebiet
Verbreitet ist der Graumantelalbatros in den südlichen Ozeanen zwischen 55° und 35° S verbreitet. Er brütet auf Inseln wie Südgeorgien, Bouvet, Macquarie, Kerguelen, Heard und Campbell. Vereinzelt erreichen Rußalbatrosse auch die nördliche Hemisphäre. So wurde beispielsweise am 17. Juli 1994 ein Rußalbatros im Gebiet des Cordell Bank National Marine Sanctuary vor der nordkalifornischen Küste beobachtet. Auf dem offenen Meer sind sie recht häufig in der Drake-Passage zu beobachten.

## Fortpflanzung
Graumantelalbatrosse brüten gewöhnlich in lockeren Kolonien oder kleinen Gruppen, gelegentlich gibt es aber auch einzelne Brutpaare. Das Nest wird auf dem Rand einer bewachsenen Klippe oder an einem steilen Abhang gebaut und wird so errichtet, dass es vor den vorherrschenden westlichen Winden geschützt ist. Das Nest ist etwa 15 bis 30 Zentimeter hoch und misst 45 bis 55 Zentimeter im Durchmesser.
Ein einzelnes Ei wird im Oktober oder November gelegt und nicht ersetzt, wenn es verloren geht. Beide Elternvögel sind wechselnd an der Brut beteiligt. Der Zeitraum, den ein einzelner Elternvogel auf dem Nest verbringt, variiert von ein bis zwei Tagen bis fast zu einem Monat. Nach dem Schlupf im Dezember oder Januar, der sich über einen Zeitraum von drei bis fünf Tagen hinzieht, hudern die Elternvögel den Nestling wechselnd die ersten 20 Tage. Der Nestling wird dann allein im Nest zurückgelassen, während die Eltern nach Nahrung suchen. Sie kehren alle ein bis drei Tage zu dem Jungvogel zurück.
Die gesamte Nestlingszeit vom Schlupf bis zum Flüggewerden dauert 140 bis 170 Tage. Die meisten Jungvögel verlassen entsprechend im Mai oder Juni ihr Nest. Rußalbatrosse gehen lang bestehende Paarbindungen ein, die über mehrere Jahrzehnte Bestand haben können. Die Paarbindung wird durch eine komplizierte Balz am Brutplatz erneuert. Rußalbatrosse schreiten gewöhnlich das erste Mal zur Brut, wenn sie ein Lebensalter von acht bis 15 Jahren erreicht haben. Sie schreiten danach gewöhnlich alle zwei Jahre zur Brut, allerdings wird im Schnitt nur alle fünf Jahre ein Nestling groß. Graumantelalbatrosse sind in der Lage, bis zu einem Lebensalter von mindestens 32 Jahren zu brüten, und erreichen in freier Wildbahn ein Lebensalter von etwa 40 Jahren.
| Brutinsel           | Brutpaare     | Trend                                              |
| ------------------- | ------------- | -------------------------------------------------- |
| Possession Island   | 996           | −13 % über einen Zeitraum von 15 Jahren            |
| Übrige Crozetinseln | 1404          | Unbekannt                                          |
| Südgeorgien         | 5000 bis 7500 | Unbekannt                                          |
| Kerguelen           | 3000 bis 5000 | Unbekannt                                          |
| Aucklandinseln      | 5000          | Unbekannt                                          |
| Macquarie Island    | 2000          | Unbekannt                                          |
| Campbell Island     | 1600          | Unbekannt                                          |
| Antipodes Island    | 170           | Unbekannt                                          |
| Heard Island        | 200 bis 500   | Unbekannt                                          |
| Marion-Insel        | 179           | Stabil                                             |
| Prinz-Edward-Insel  | 150           | Unbekannt                                          |
| King George Island  | 5             | Unbekannt                                          |
| Gesamt              | 58.000        | −20 % bis −29 % über einen Zeitraum von 100 Jahren |

## Sonstiges
Der Graumantelalbatros, der Wanderalbatros sowie der Dunkelalbatros gelten als die Albatrosarten mit der anmutigsten Flugfähigkeit.

## Einzelbelege
1. 1 2 3 4 5 6  Phoebetria palpebrata in der Roten Liste gefährdeter Arten der IUCN. Eingestellt von: BirdLife International. Abgerufen am 17. Mai 2015.
2. 1 2 3  Jonathan Alderfer (Hrsg.): Complete Birds of North America. National Geographic, Washington D.C. 2006, ISBN 0-7922-4175-4, S. 68.
3. ↑  Christian Walther: ANTARKTIS. 10. Auflage. Conrad-Stein-Verlag, Mai 2018, S. 255.
4. ↑  Colin Harrison, C. Harrison, A. Greensmith: Birds of the World. Hrsg.: E. Bunting. Dorling Kindersley, New York, NY 1993, ISBN 1-56458-295-7, S. 49.
5. 1 2 3 4  C. J. R. Robertson: Albatrosses (Diomedeidae). In: Michael Hutchins, Jerome A. Jackson, Walter J. Bock, Donna Olendorf: Grzimek's Animal Life Encyclopedia - Birds I Tinamous and Ratites to Hoatzins. 2. Auflage. Gale Group, Farmington Hills, MI 2003, ISBN 0-7876-5784-0, S. 119–120.
6. ↑  B. Kerkove, A. Lindsay: Phoebetria palpebrata. Animal Diversity Web, 2008, abgerufen am 17. Mai 2015.
7. ↑  James McQuilken: Die Nebel der Zeit. Hrsg.: Rolf Stange. 1. Auflage. Spitzbergen.de, 2012, ISBN 978-3-937903-15-6, S. 137.